# Мельников, Андрей Александрович
Андре́й Алекса́ндрович Ме́льников (11 апреля 1968, Могилёв — 8 января 1988, Афганистан) — Герой Советского Союза, участник Афганской войны (1979—1989), гвардии рядовой 9-й парашютно-десантной роты 345-го гвардейского отдельного парашютно-десантного полка 40-й армии, ограниченного контингента советских войск в Афганистане, погибший в бою на «высоте 3234» в провинции Хост, в ходе войсковой операции «Магистраль».

## Биография
Родился 11 апреля 1968 в городе Могилёве в семье рабочего. Белорус.
В 1985 году окончил 10 классов Могилёвской средней школы № 28, в 1986 году — СПТУ № 1. Работал трактористом в совхозе «Днепровский» Могилёвской области. В 17 лет женился. Через год родилась дочь. Несмотря на возможность отказаться от службы в армии, сам согласился лететь в Афганистан.
В Советской Армии с октября 1986 года. В составе 40-й армии в Демократической Республике Афганистан с апреля 1987 года. Участвовал в шести боевых операциях.

## Подвиг и звание Герой Советского Союза
«Пулемётчик 9-й парашютно-десантной роты 345-го гвардейского отдельного парашютно-десантного полка гвардии рядовой Мельников А. А. особенно отличился 7 и 8 января 1988 года в боях за высоту 3234 с превосходящими силами противника. Прицельным огнём с частой сменой позиций Андрею Мельникову долгое время удавалось отражать многочисленные атаки врага. Когда у Андрея закончился боекомплект, он добрался до соседнего укрытия за новыми боеприпасами, но упал навзничь, успев только сказать: „Боеприпасы, всё…“. Когда с мёртвого героя сняли бронежилет, то не поверили, как он оставался живым столько времени. Судя по ранениям, Андрей должен был умереть ещё несколько часов назад. Пластины бронежилета были вдавлены в его тело от взрывных волн».
Указом Президиума Верховного Совета СССР от 28 июня 1988 года — «За мужество и героизм, проявленные при выполнении интернационального долга в республике Афганистан гвардии рядовому Мельникову Андрею Александровичу посмертно присвоено звание Героя Советского Союза».

## Награды
- Медаль «Золотая Звезда»;
- Орден Ленина.

## Память
В музее воинской части экспонируется пулемёт Героя. Средняя школа № 28 города Могилёва названа именем Героя Советского Союза А. А. Мельникова. На могиле героя установлен памятник с бронзовым бюстом (Могилёв, Польское кладбище).

## В компьютерной игре
В игре «Правда о девятой роте» Мельникову, посвящена миссия «Ночной бой 22-00». В ней, играя за Мельникова, задача игрока внимательно наблюдать за врагом, вовремя замечать и уничтожать группы духов, пытающихся прокрасться к позициям.